# Sherburn (Durham)
Sherburn – wieś w Anglii, w hrabstwie Durham, w civil parish Sherburn Village. Leży 5 km na wschód od miasta Durham i 375 km na północ od Londynu. W 2011 roku civil parish liczyła 3140 mieszkańców.